# Bao Xishun
Xi Shun (født 1951 i Kina) er indbygger i Indre Mongoliet som var verdens højeste mand fra den 15. januar 2005 til den 17. september 2009 anerkendt af Guinness Rekordbog.
I 2008 var det forventet, at rekorden som verdens højeste mand vil blive overtaget af Leonid Stadnyk, der ifølge sin læge er 2,59 meter høj, men Leonid Stadnyk ville ikke lade sig måle af folk fra Guinness Rekordbog, og Bao Xishun var på det tidspunkt officielt den højeste.
Han er målt til at være 2,361 meter høj på et hospital i Chifeng og har ingen sygdom der kan forklare højden i modsætning til den højeste mand der nogensinde har levet, Robert Wadlow, og de andre nulevende der påstår at være verdens højeste, Leonid Stadnyk og Ajaz Ahmed.
Den 24. marts 2007, da Bao Xishun var 56 år gammel, giftede han sig med den 28 år gamle kvinde Xia Shujian. Ceremonien blev afholdt den 12. juli 2007 i Djengis Khan-mausolæet i det nordlige Kina. Hun har normal højde for en kvinde i Mongoliet. Parret fik en dreng den 2. oktober 2008.
Den 17. september 2009, blev tyrkeren Sultan Kösen med sine 2.47 m, den højeste mand i verden.
Han bor nogle hundrede kilometer fra hvor den nu afdøde mindste mand i verden He Pingping boede.